# Cracăul Negru
Cracăul Negru – wieś w Rumunii, w okręgu Neamț, w gminie Crăcăoani. W 2011 roku liczyła 956 mieszkańców.